# Veliš (berg)
Veliš är ett berg i Tjeckien.   Det ligger i regionen Hradec Králové, i den centrala delen av landet, 70 km nordost om huvudstaden Prag. Toppen på Veliš är 429 meter över havet, eller 107 meter över den omgivande terrängen. Bredden vid basen är 14,8 km.
Terrängen runt Veliš är huvudsakligen platt.Runt Veliš är det ganska glesbefolkat, med 34 invånare per kvadratkilometer. Närmaste större samhälle är Jičín, 3,4 km nordost om Veliš. Trakten runt Veliš består till största delen av jordbruksmark.